# Change of Scandinavia

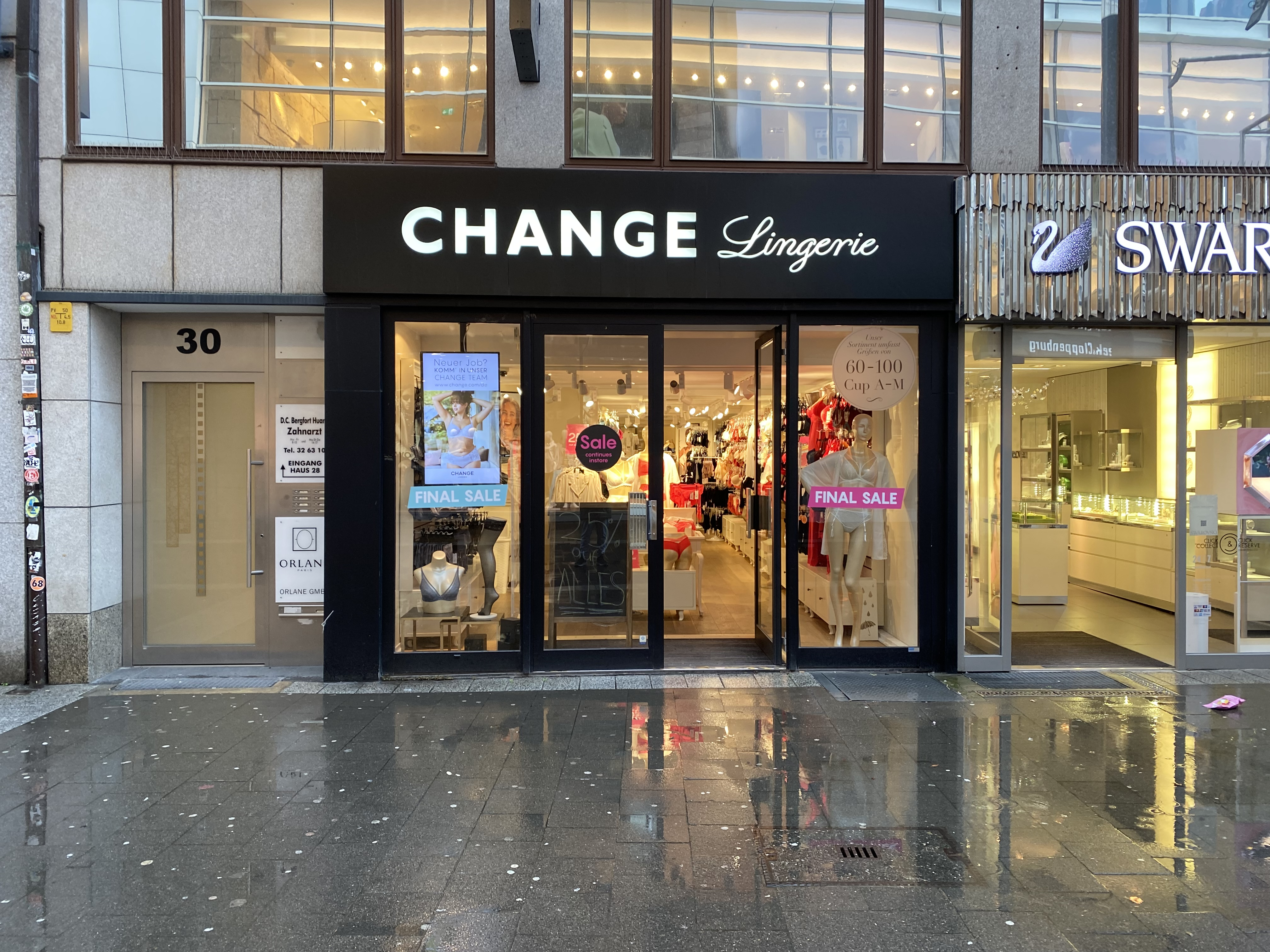
Ladengeschäft in der Düsseldorfer Schadowstraße, 2022

Change of Scandinavia (kurz Change) ist ein dänisches Unternehmen, das unter der Modemarke Change Lingerie vor allem Damenunterwäsche herstellt und vertreibt.

## Geschichte
Nach eigenen Angaben begann der Gründer Claus Walther Jensen in den 1990er-Jahren, in China produzierte Nachtwäsche unter anderen Handelsmarken nach Dänemark zu exportieren. 1995 wurde Ware erstmals unter der Marke Change verkauft. Zwei Jahre später wurde Damenunterwäsche ins Sortiment aufgenommen, das zunächst nur über den Großhandel vertrieben wurde. 2001 wurde das erste eigene Ladengeschäft in Ringsted eröffnet.
Im September 2006 eröffnete Change eine erste deutsche Filiale im Leonberger Leo-Center. Außerdem expandierte es mit drei als Joint-Venture betriebenen Geschäften nach Kanada.
In Schweden stand Change 2011 in der Kritik, weil weibliche Angestellte ihre Körbchengröße auf ihrem Namensschild trugen. Gemeinsam mit der Gewerkschaft Handels verklagte eine Mitarbeiterin das Unternehmen. Claus Walther Jensen sagte, dass die Angabe der Körbchengröße freiwillig sei. Diese Praxis gab es in schwedischen und finnischen Filialen des Unternehmens. Ein schwedisches Arbeitsgericht entschied im April 2013, dass es sich um sexuelle Diskriminierung handele und die Angestellte genötigt worden sei, ein solches Namensschild zu tragen. Change musste ihr Schadenersatz zahlen und die Prozesskosten übernehmen.
Im Sommer 2014 wurde eine Wäschekollektion in Zusammenarbeit mit Britney Spears angekündigt. 2015 eröffnete Change den 200. Laden, etwa ein Drittel der Geschäfte der Handelskette wurden von Franchisenehmern betrieben. In den späten 2010er-Jahren meldete das Unternehmen wachsende Umsätze und war profitabel. Ende 2019 gab es weltweit über 220 Change-Geschäfte, davon etwa 50 in Dänemark.
Im April 2020 übernahm Change die angeschlagene schwedische Wäschekette Twilfit mit insgesamt 55 Geschäften und 160 Mitarbeitenden für eine nicht genannte Summe. Nach eigenen Angaben wurde es damit die größte Lingerie-Kette in Skandinavien. Der Umsatz stieg in diesem Jahr auf 550 Mio. Kronen. Anfang 2021 wurde nach Unternehmensangaben eine neue Fabrik in China in Betrieb genommen. Im Jahr 2024 meldete das Unternehmen erstmals seit 15 Jahren einen Verlust, was es auf die schwierige Marktlage und die Investitionen in die Expansion zurückführte.
Mit Juni 2025 gab Change die Übernahme des traditionsreichen österreichischen Herstellers Palmers bekannt.

## Produkte

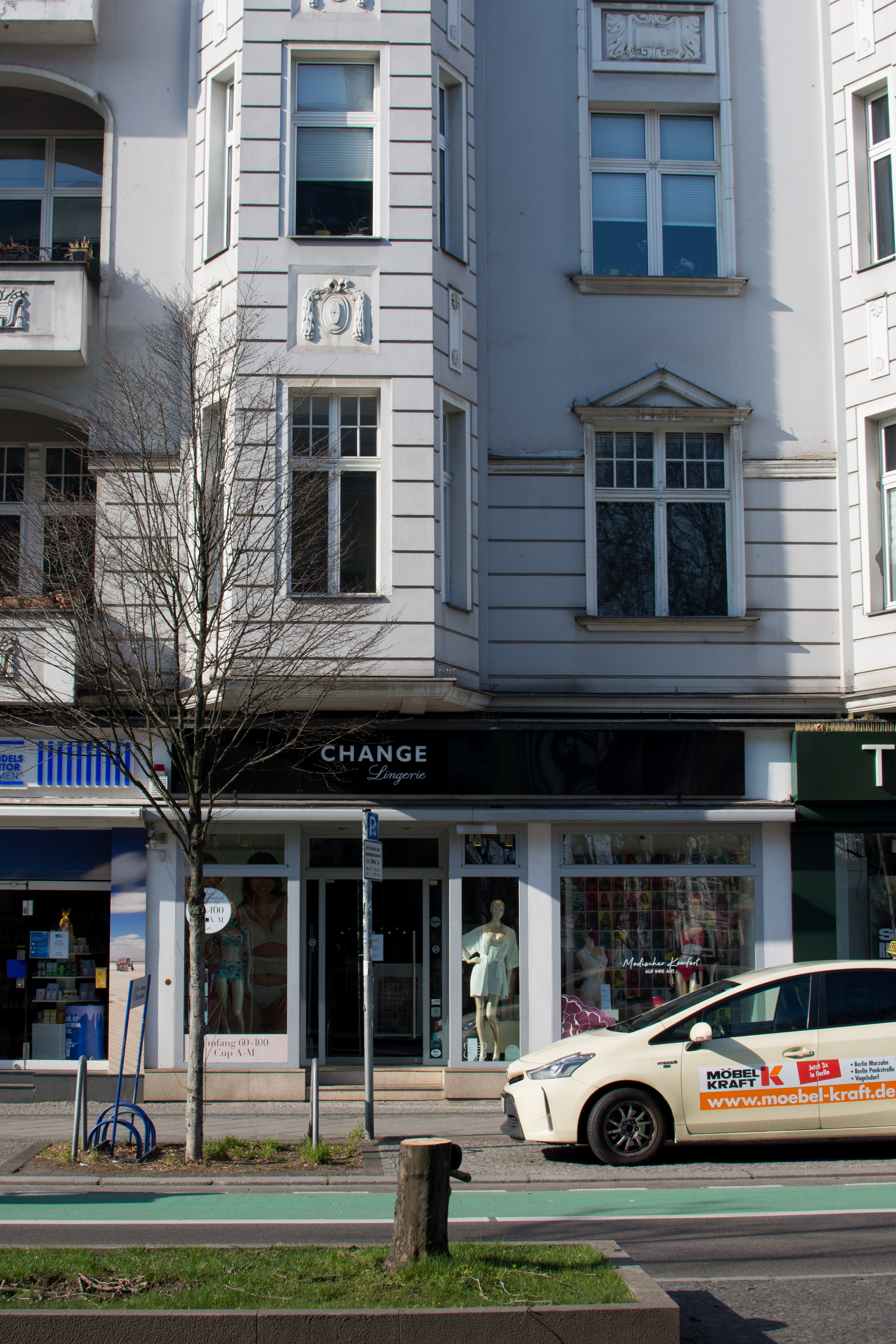
Laden in der Steglitzer Schlossstraße, 2022

Change hat sich besonders auf BHs mit großen Körbchen spezialisiert. Neben Reizwäsche und Damenunterwäsche, mit der etwa drei Viertel des Umsatzes erwirtschaftet werden sollen, verkauft Change auch Bademode, Nachtwäsche und Hauskleidung für Frauen. Neben der Hauptproduktlinie Change gibt es die Sublabels Charade, Intimate und Basic. Der Konzern besitzt eigene Produktionsstätten in der Volksrepublik China, wo 2006 das gesamte eigene Sortiment und weitere Teile für Handelsmarken hergestellt wurden.
Nach eigenen Angaben gibt es in Europa und Kanada insgesamt über 300 Change-Läden. Das Unternehmen betreibt auch eigene Onlineshops und sollte 2022 insgesamt 2000 Menschen beschäftigen.

## Konzernstruktur
Die Muttergesellschaft des international vertretenen Konzerns ist die Change of Scandinavia Holding. Diese ist wiederum eine hundertprozentige Tochter der Asian Import ApS, die vollständig der Familie der Eheleute Claus Walther Jensen und Gitte Breil gehört.